# Distrito de Buenavista
El distrito de Buenavista (luego Buena Vista) fue un antiguo distrito del departamento de Colón (luego provincia de Colón), que existió entre 1869 y 1907. Fue creado mediante la Ley 21 del 20 de septiembre de 1869, por varios caseríos segregados del distrito de Gatún. Tuvo como cabecera al pueblo de Buenavista (luego Bohío-Soldado), ubicada a las orillas del río Chagres y del ferrocarril de Panamá.
En 1905 se componía de los corregimientos de Buena Vista, Tabernilla, Ahorca-Lagarto y Caimito-Mulato. Bohío-Soldado fue uno de los lugares más poblados y activamente comerciales de la provincia de Colón, se ubicaba a 25 km de la ciudad de Colón.
Debido al Tratado Hay-Bunau Varilla con Estados Unidos el 18 de noviembre de 1903, se creó la nueva jurisdicción de la Zona del Canal de Panamá que estaría bajo tutela estadounidense, y gran parte del territorio de Buenavista quedó bajo él. Por la Ley 13 de 1907, los territorios sobrantes al oeste de la Zona del Canal fueron asimilados por el distrito de Chagres, mientras los que se ubicaban al este de la zona fueron asimilados por el distrito de Colón.